# Hetaerina caja
Hetaerina caja är en trollsländeart. Hetaerina caja ingår i släktet Hetaerina och familjen jungfrusländor.

## Underarter
Arten delas in i följande underarter:
- H. c. caja
- H. c. dominula